# Engedetlen Franciaország
Az Engedetlen Franciaország (franciául La France insoumise, logóban a görög fí betű jele, φ jelképezi) francia politikai mozgalom, amelyet 2016. február 10-én bocsátott útjára Jean-Luc Mélenchon európai parlamenti képviselő, a Baloldali Párt ((Parti de Gauche, PG) korábbi társelnöke.
A mozgalom célja, hogy hozzásegítse Mélenchont a 2017-es köztársasági elnökválasztás megnyeréséhez és hogy minél több képviselőt juttasson a nemzetgyűlésbe a 2017-es törvényhozási választásokon. További célja a L'Avenir en commun (magyarul "Egy közös jövő") program megvalósítása, alkotmányozó nemzetgyűlés összehívása, amelynek az lenne a feladata, hogy elkészítse a mozgalom által megalapítani szándékozott Hatodik Köztársaság alkotmányát.  
A kampányt Manuel Bompard vezényli, a PG országos titkára. Szóvivője a korábbi párizsi tanácsos Alexis Corbière, szintén a PG országos titkára. A kampány koordinátorai Charlotte Girard, aki a Párizsi Nanterre Egyetemen ad elő közjogot, és Jacques Généreux, aki közgazdaságtant oktat a Párizsi Politikai Tanulmányok Intézetében (Sciences Po).
A mozgalomnak, állítása szerint, több, mint 420 ezer tagja van.

## Fordítás
- Ez a szócikk részben vagy egészben  az   Unsubmissive France című angol Wikipédia-szócikk ezen változatának fordításán alapul.  Az eredeti cikk szerkesztőit annak laptörténete sorolja fel. Ez a jelzés csupán a megfogalmazás eredetét és a szerzői jogokat jelzi, nem szolgál a cikkben szereplő információk forrásmegjelöléseként.